# Dinastia Macedònica d'Egipte
La Dinastia Macedònica d'Egipte governar de 332 aC al 310 aC i juntament amb la dinastia Ptolemaica configuren el període hel·lenístic Ptolemaic. És la dinastia reina des l'ocupació d'Egipte per Alexandre fins a la proclamació de Ptolemeu com a governador d'Egipte, creant la seva pròpia dinastia. Aquesta època, també és denominada període macedònic d'Egipte o dominació macedònica.

## Història

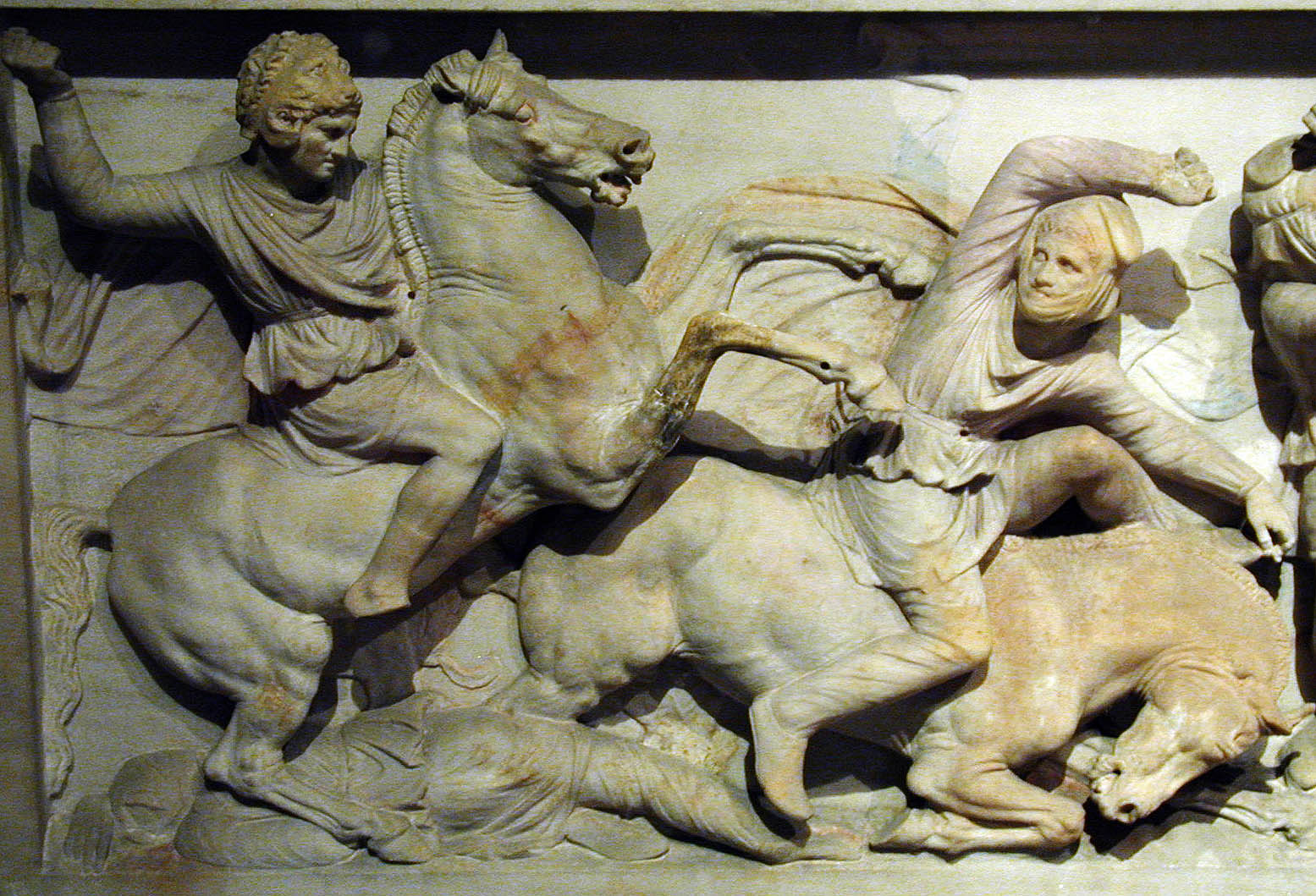
Alexandre el Gran, el fundador de la dinastia. El denominat sarcòfag d'Alexandre, al Museu Arqueològic d'Istanbul.

En 332 aC després de la presa de Tir i Gaza, Alexandre el Gran rep una delegació de notables egipcis demanant que els alliberi del jou persa; accepta ser coronat com faraó a Memphis, amb ell s'inicia l'anomenada Dinastia Macedònica; decideix fundar Alexandria a la costa del delta del Nil; visita al profeta d'Ammon de l'oasi de Siwa, que li revela que era fill de Zeus-Amon, torna a Memphis, on roman organitzant l'administració d'Egipte fins a 331 aC; a continuació, emprèn la seva campanya contra l'Imperi Persa.
A la mort d'Alexandre es va produir un dilema successori doncs Roxana la dona d'Alexandre havia quedat embarassada, sorgint divisió d'opinions entre els que volien proclamar rei a Filip, germanastre d'Alexandre, i els que desitjaven esperar, per si Roxana donava a llum un home. Finalment, es va decidir que Filip-que pel que sembla tenia disminuïdes les seves facultats mentals-fos el nou rei, però que Perdicas d'Orèstia fos regent, amb poder efectiu. Així, Filip passava a ser alhora faraó d'Egipte.
No obstant això, Perdicas va morir i Antípater I de Macedònia va ser el nou regent. Quan aquest també mor, es va originar un conflicte, ja que havia escollit com el seu successor a Polipercó, relegant a Cassandre seu fill. Després d'una breu guerra civil en la qual va resultar guanyador Cassandre, es va pactar que Alexandre heretaria el tron quan Cassandre morís, però aquest, decidit a ocupar el tron, el va assassinar.
Mentre, a Egipte, un dels antics generals d'Alexandre, Ptolemeu, va desplegar una hàbil política destinada a aconseguir Egipte. Veient això Perdicas, va envair Egipte, però va ser derrotat i mort pels seus generals. El seu successor, Antípater, en el segon repartiment de l'imperi ho va confirmar com a governador d'Egipte.
Aquesta dinastia, de breu durada, va ser seguida per l'anomenada dinastia ptolemaica, en autoproclamar faraó Ptolemeu I Sòter, antic general del jove emperador Alexandre. Ptolemeu va dotar a Egipte de l'estabilitat necessària per convertir-lo en un país relativament fort durant tres segles.

Màxima extensió de l'imperi d'Alexandre el Gran.

## Governants de la dinastia Macedònica d'Egipte
| Nom                       | Comentaris                                         | Regnat       |
| ------------------------- | -------------------------------------------------- | ------------ |
| Alexandre el Gran         | Conquesta des de Macedònia fins Pèrsia i Egipte    | 332-323 aC   |
| Filip III de Macedònia    | Governant titella, germanastre d'Alexandre el Gran | 323-317 aC   |
| Alexandre IV de Macedònia | Fill d'Alexandre el Gran i Roxana                  | 323-310/9 aC |

## Cronologia de la dinastia Macedònica d'Egipte
Cronologia estimada pels egiptòleg s:
- Primer faraó: Alexandre el Gran, 332-323 aC
- Darrer faraó: Alexandre IV de Macedònia, 323-310 aC